# Vögte von Weida

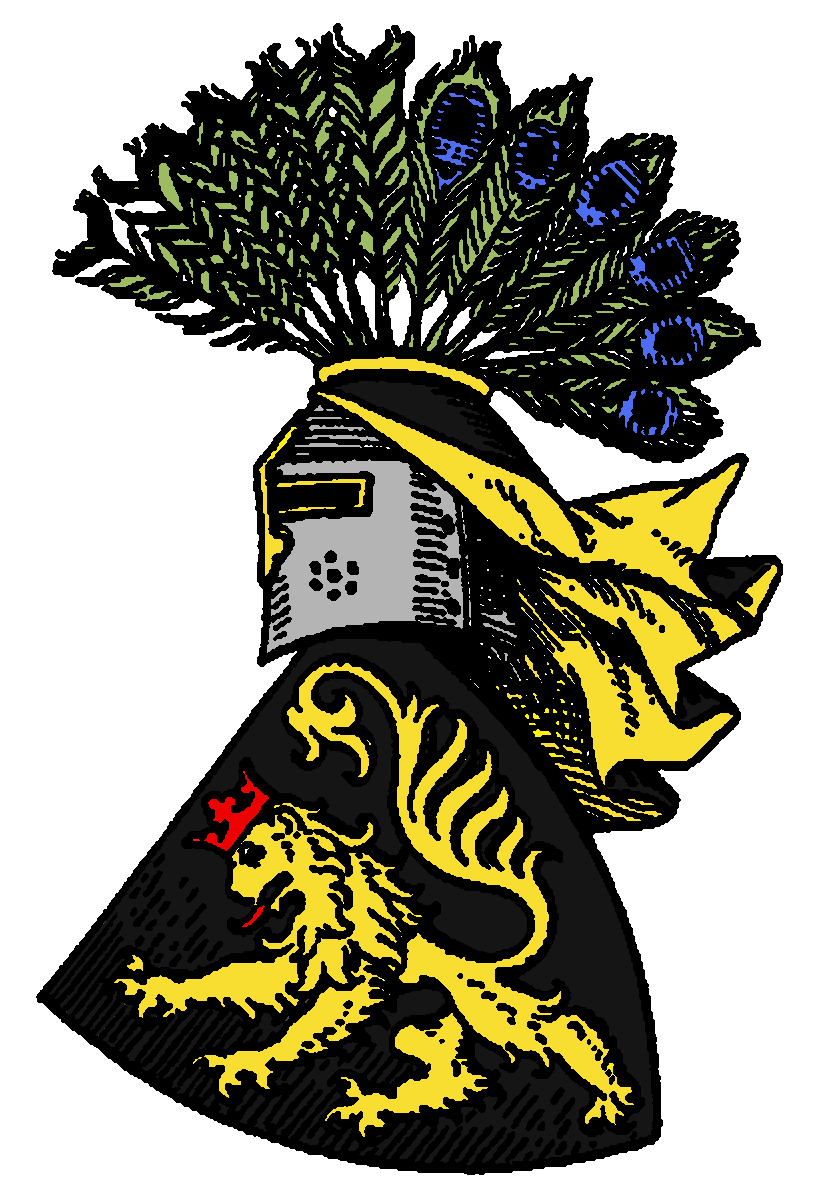
Stammwappen (um 1279)

Die Vögte von Weida, Gera und Plauen waren eine bedeutende mittelalterliche Adelsfamilie im Gebiet der heutigen deutschen Länder Thüringen, Sachsen, Bayern sowie in Tschechien. Nach ihnen ist das Vogtland zwischen oberer Saale, Pleiße und Regnitz benannt. Der Zweig Reuß regierte bis 1918 in zwei Bundesfürstentümern des Deutschen Reichs.

## Geschichte
Um das Jahr 1000 kamen deutsche Siedler in das Gebiet des heutigen Vogtlandes. Sie rodeten Wälder und betrieben Feldwirtschaft. Die 1122 erstmals genannte Ministerialenfamilie von Weida siedelte wahrscheinlich schon vor der Mitte des 12. Jahrhunderts vermutlich von Thüringen in das Gebiet der mittleren und oberen Weißen Elster über. Dort baute sie mit Rodung und Siedlung und in Wahrnehmung von Reichsaufgaben eine größere Herrschaft auf, wie es auch  beispielsweise den Schönburgern im östlich angrenzenden Pleißenland und den Lobdeburgern als westliche Nachbarn gelang. Die Hauptorte Gera, Weida, Greiz und Plauen liegen entlang des Flusslaufes, auf dem der Warenverkehr von Böhmen über das Erzgebirge zur Saale und Elbe erfolgte.

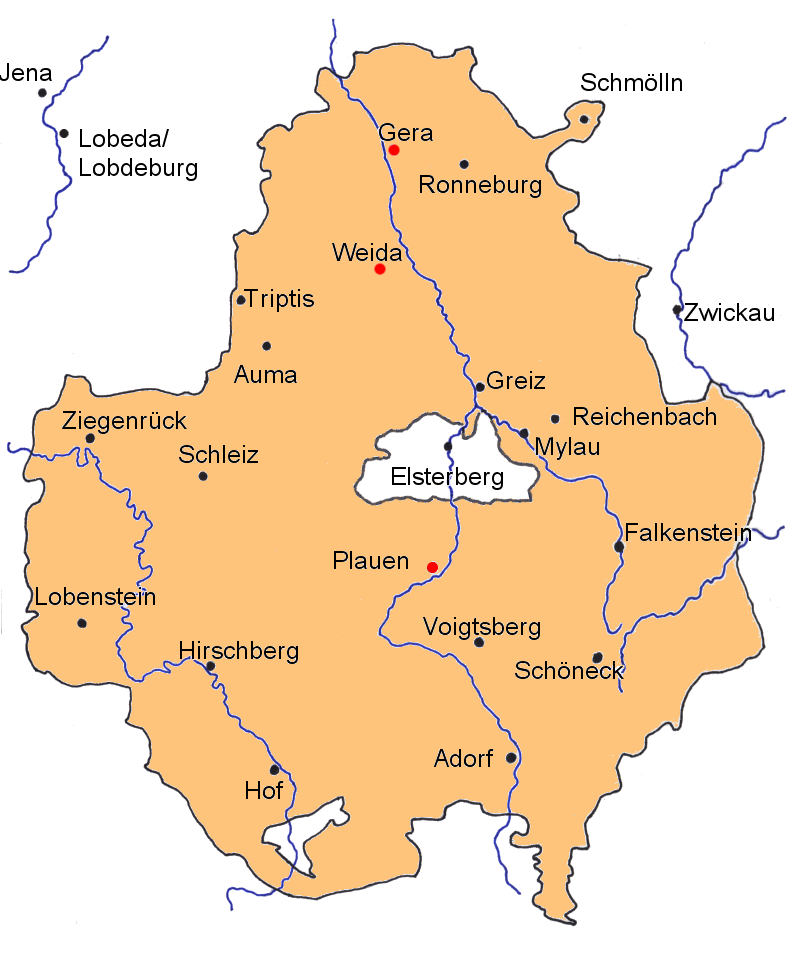
Herrschaftsgebiet der Vögte von Weida, Gera und Plauen um 1350, in der Mitte die Enklave der Herrschaft Elsterberg der Lobdeburger

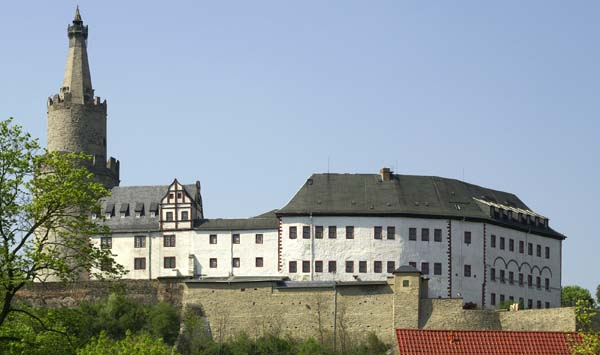
Die Osterburg zu Weida, Sitz der Vögte von Weida

Der deutsche Kaiser setzte die Vögte als Ministerialen zu Verwaltern neu erschlossener, bisher von Sorben nur dünn besiedelter Gebiete ein. Der erste dieser Ministerialen, Erkenbert I., kam nach Veitsberg. Sein Sohn Erkenbert II. begann mit dem Bau der Altstadtburg in Weida, die etwa am Standort des Freihauses auf dem Wieden gestanden haben soll. In ihrem Schutz entstand ein Marktflecken. Dann baute dessen Bruder Heinrich I. in den Jahren 1163 bis 1193 auf der Anhöhe links der Weida die spätere Osterburg. Von ihr aus kontrollierte man den Flussübergang der Straßen. Diese Veste wurde dann der Hauptsitz der Vögte von Weida.
1236 erschien auch Plauen zum ersten Mal im Besitz der Vögte von Weida, offenbar war bereits Heinrich II. „der Reiche“ († um 1209) von den Grafen von Everstein, den Gründern des Dobnagaues, mit Plauen belehnt worden. Er führte wie diese einen Löwen im Wappen. Heinrich II. war zugleich Herr zu Weida, Gera, Plauen, Greiz und Ronneburg. Das Gebiet der Stadt Hof mit Umland (heute zu Bayern) gehörte bis 1373 zum Herrschaftsgebiet. Er stiftete 1193 das Kloster Mildenfurth.
Den seit 1209 für Heinrich II. bezeugten Amtstitel eines Vogts ist wohl auf seine Stellung als Vogt des umfangreichen Besitzes des Stifts Quedlinburg in und um Gera zurückzuführen. Die Vögte stiegen rasch in den Herrenstand auf, Kaiser Ludwig der Bayer bestätigte ihnen 1329 einen fürstengleichen Rang. Mehrmals waren sie als Reichslandrichter im Egerland und Pleißenland tätig. Stammsitz der Vögte war lange Zeit die Osterburg in Weida. Die Vögte holten zahlreiche Ritter ins Land, die als Subministerialen und Lokatoren die Ansiedlungen vor Ort leiteten. Im Vogtland sind etwa 200 befestigte Anlagen bekannt, von denen etwa 60 % mit Wassergräben umgebene kleine, hölzerne Turmhügelburgen in Niederungen waren. Die höheren Ministerialen versahen auf steinernen Spornburgen Dienst.
Vor allem unter Kaiser Karl IV. setzte der Machtverfall der Vögte ein, Hauptgewinner waren die Wettiner. Hatten die Häupter der gesamten Vogtsfamilie bis Mitte des 13. Jahrhunderts nach außen hin noch einheitlich agiert und ihre terra advocatorum (das Territorium der Vögte) erheblich erweitern können, fielen sie im 14. Jahrhundert den expansiven Bestrebungen ihrer Nachbarn, der Markgrafen von Meißen und der Könige von Böhmen, zum Opfer: Die Vogtlinien schlossen teils gegeneinander zielende Bündnisse mit den beiden Nachbarn, so schlossen sich die Vögte von Weida und die von Gera den Wettinern an, während die Vögte von Plauen sich 1327 unter böhmische Lehnsherrschaft begaben. Im Vogtländischen Krieg von 1354 bis 1357 verloren die Vögte von Weida, Gera und Plauen den Großteil ihres Besitzes an Kaiser Karl IV. und die Wettiner.
Die Linie der Vögte von Weida endete 1531, die der Vögte von Gera 1550. Die ältere Linie der Vögte von Plauen endete 1572, die jüngere regierte in den späteren ostthüringischen Herrschaftsgebieten als Grafen, später als Fürsten von Reuß bis 1918. Dieser Teil der Familie der einstigen Vögte von Weida existiert noch heute.

## Wappen
Am 15. Dezember 1294 erteilte im Feldlager zu Borna Pfalzgraf Rudolf bei Rhein und Herzog von Bayern den Vögten Heinrich dem Älteren und Heinrich dem Jüngeren von Plauen sowie den Vögten von Weida und Gera einen förmlichen Wappenbrief mit der Aussage, dass die Vorfahren der Vögte Schild und Banner von seinen, des Herzogs Vorfahren erhalten hätten. Der pfalzgräfliche Löwe ist seit 1230 nachweisbar und seit ca. 1240 gekrönt. Das erste Wappensiegel der Vögte von Weida ist von ca. 1240–44, alle früheren Siegel sind Gemmen. Die Verleihung von Wappen und Banner müsste also in diese Zeit fallen. Den eigentlichen Ursprung dürfte der Löwe von den Grafen von Everstein haben, die das gleiche Wappenbild (auch gleiche Helmzier) führten, nur in anderen Tinkturen (silbern-blau): Die Herrschaft Plauen gehörte 1122 den Grafen von Everstein, 1236 erschien Plauen zum ersten Mal im Besitz der Vögte von Weida. Eine Linie nannte sich danach Vögte von Plauen, mit Plauen als eversteinischem Lehen. Es ist also nicht ausgeschlossen, dass das eversteinische Wappenbild (der Reußen) die pfalzgräflichen Tinkturen erhielt, vielleicht um 1261, als die Vögte von Weida, Gera und Plauen mit dem Vater des Pfalzgrafen Rudolf ein Kriegsbündnis abgeschlossen hatten. Erst 1370 wechselte die Helmzier der Linie Gera zum Brackenhaupt, das sie evtl. dem Haus Zollern verdankt, welches das Recht zu dieser Helmzier 1317 erkauft hatte (die silbern-schwarze Tinktur würde dafür sprechen). Um die Mitte des 15. Jahrhunderts wurde das Brackenhaupt von den Linien Reuß und Plauen ebenfalls übernommen.

### Die Vögte von Weida, Plauen, Gera und Greiz sowie die Reußen1
|                                                                         |                                                                         |                                                                         |                                                                         |                                                                         |                                                                         |  |  | Heinrich II. der Reiche Vogt von Weida Herr zu Weida, Gera, Plauen, Greiz und Ronneburg († um 1209) |                                                                                          |                                                                                          |                                                                                          |                                                                                          |                                                                                          |                                                                |                                                                |                                                                                       |                                                                                       |                                                                                       |                                                                                       |                                                                                       |                                                                                       |  |  |  |  |  |  |  |  |  |  |  |  |  |  |  |  |  |  |
|                                                                         |                                                                         |                                                                         |                                                                         |                                                                         |                                                                         |  |  | |                                                                                          |                                                                                          |                                                                                          |                                                                                          |                                                                                          |                                                                |                                                                |                                                                                       |                                                                                       |                                                                                       |                                                                                       |                                                                                       |                                                                                       |  |  |  |  |  |  |  |  |  |  |  |  |  |  |  |  |  |  |
|                                                                         |                                                                         |                                                                         |                                                                         |                                                                         |                                                                         |  |  | |                                                                                          |                                                                                          |                                                                                          |                                                                                          |                                                                                          |                                                                |                                                                |                                                                                       |                                                                                       |                                                                                       |                                                                                       |                                                                                       |                                                                                       |  |  |  |  |  |  |  |  |  |  |  |  |  |  |  |  |  |  |
| Heinrich III. der Ältere Vogt zu Weida und Ronneburg († um 1224)        | Heinrich III. der Ältere Vogt zu Weida und Ronneburg († um 1224)        | Heinrich III. der Ältere Vogt zu Weida und Ronneburg († um 1224)        | Heinrich III. der Ältere Vogt zu Weida und Ronneburg († um 1224)        | Heinrich III. der Ältere Vogt zu Weida und Ronneburg († um 1224)        | Heinrich III. der Ältere Vogt zu Weida und Ronneburg († um 1224)        |  |  | Heinrich IV. der Mittlere Vogt zu Plauen und Gera († 1249/1250)                                     | Heinrich IV. der Mittlere Vogt zu Plauen und Gera († 1249/1250)                          | Heinrich IV. der Mittlere Vogt zu Plauen und Gera († 1249/1250)                          | Heinrich IV. der Mittlere Vogt zu Plauen und Gera († 1249/1250)                          | Heinrich IV. der Mittlere Vogt zu Plauen und Gera († 1249/1250)                          | Heinrich IV. der Mittlere Vogt zu Plauen und Gera († 1249/1250)                          |                                                                |                                                                | Heinrich V. der Jüngere Vogt zu Greiz und Reichenbach († um 1240)                     | Heinrich V. der Jüngere Vogt zu Greiz und Reichenbach († um 1240)                     | Heinrich V. der Jüngere Vogt zu Greiz und Reichenbach († um 1240)                     | Heinrich V. der Jüngere Vogt zu Greiz und Reichenbach († um 1240)                     | Heinrich V. der Jüngere Vogt zu Greiz und Reichenbach († um 1240)                     | Heinrich V. der Jüngere Vogt zu Greiz und Reichenbach († um 1240)                     |  |  |  |  |  |  |  |  |  |  |  |  |  |  |  |  |  |  |
| Heinrich III. der Ältere Vogt zu Weida und Ronneburg († um 1224)        | Heinrich III. der Ältere Vogt zu Weida und Ronneburg († um 1224)        | Heinrich III. der Ältere Vogt zu Weida und Ronneburg († um 1224)        | Heinrich III. der Ältere Vogt zu Weida und Ronneburg († um 1224)        | Heinrich III. der Ältere Vogt zu Weida und Ronneburg († um 1224)        | Heinrich III. der Ältere Vogt zu Weida und Ronneburg († um 1224)        |  |  | Heinrich IV. der Mittlere Vogt zu Plauen und Gera († 1249/1250)                                     | Heinrich IV. der Mittlere Vogt zu Plauen und Gera († 1249/1250)                          | Heinrich IV. der Mittlere Vogt zu Plauen und Gera († 1249/1250)                          | Heinrich IV. der Mittlere Vogt zu Plauen und Gera († 1249/1250)                          | Heinrich IV. der Mittlere Vogt zu Plauen und Gera († 1249/1250)                          | Heinrich IV. der Mittlere Vogt zu Plauen und Gera († 1249/1250)                          |                                                                |                                                                | Heinrich V. der Jüngere Vogt zu Greiz und Reichenbach († um 1240)                     | Heinrich V. der Jüngere Vogt zu Greiz und Reichenbach († um 1240)                     | Heinrich V. der Jüngere Vogt zu Greiz und Reichenbach († um 1240)                     | Heinrich V. der Jüngere Vogt zu Greiz und Reichenbach († um 1240)                     | Heinrich V. der Jüngere Vogt zu Greiz und Reichenbach († um 1240)                     | Heinrich V. der Jüngere Vogt zu Greiz und Reichenbach († um 1240)                     |  |  |  |  |  |  |  |  |  |  |  |  |  |  |  |  |  |  |
|                                                                         |                                                                         |                                                                         |                                                                         |                                                                         |                                                                         |  |  | |                                                                                          |                                                                                          |                                                                                          |                                                                                          |                                                                                          |                                                                |                                                                |                                                                                       |                                                                                       |                                                                                       |                                                                                       |                                                                                       |                                                                                       |  |  |  |  |  |  |  |  |  |  |  |  |  |  |  |  |  |  |
| Vögte und Herren von Weida Herren zu Weida und Ronneburg († 1531)       | Vögte und Herren von Weida Herren zu Weida und Ronneburg († 1531)       | Vögte und Herren von Weida Herren zu Weida und Ronneburg († 1531)       | Vögte und Herren von Weida Herren zu Weida und Ronneburg († 1531)       | Vögte und Herren von Weida Herren zu Weida und Ronneburg († 1531)       | Vögte und Herren von Weida Herren zu Weida und Ronneburg († 1531)       |  |  | Heinrich I. der Ältere Vogt von Plauen Herr zu Plauen, Greiz und Reichenbach († um 1303)            | Heinrich I. der Ältere Vogt von Plauen Herr zu Plauen, Greiz und Reichenbach († um 1303) | Heinrich I. der Ältere Vogt von Plauen Herr zu Plauen, Greiz und Reichenbach († um 1303) | Heinrich I. der Ältere Vogt von Plauen Herr zu Plauen, Greiz und Reichenbach († um 1303) | Heinrich I. der Ältere Vogt von Plauen Herr zu Plauen, Greiz und Reichenbach († um 1303) | Heinrich I. der Ältere Vogt von Plauen Herr zu Plauen, Greiz und Reichenbach († um 1303) |                                                                |                                                                | Heinrich I. der Jüngere Vogt von Gera Herr zu Gera, Tanna und Mühltroff († 1269/1274) | Heinrich I. der Jüngere Vogt von Gera Herr zu Gera, Tanna und Mühltroff († 1269/1274) | Heinrich I. der Jüngere Vogt von Gera Herr zu Gera, Tanna und Mühltroff († 1269/1274) | Heinrich I. der Jüngere Vogt von Gera Herr zu Gera, Tanna und Mühltroff († 1269/1274) | Heinrich I. der Jüngere Vogt von Gera Herr zu Gera, Tanna und Mühltroff († 1269/1274) | Heinrich I. der Jüngere Vogt von Gera Herr zu Gera, Tanna und Mühltroff († 1269/1274) |  |  |  |  |  |  |  |  |  |  |  |  |  |  |  |  |  |  |
| Vögte und Herren von Weida Herren zu Weida und Ronneburg († 1531)       | Vögte und Herren von Weida Herren zu Weida und Ronneburg († 1531)       | Vögte und Herren von Weida Herren zu Weida und Ronneburg († 1531)       | Vögte und Herren von Weida Herren zu Weida und Ronneburg († 1531)       | Vögte und Herren von Weida Herren zu Weida und Ronneburg († 1531)       | Vögte und Herren von Weida Herren zu Weida und Ronneburg († 1531)       |  |  | Heinrich I. der Ältere Vogt von Plauen Herr zu Plauen, Greiz und Reichenbach († um 1303)            | Heinrich I. der Ältere Vogt von Plauen Herr zu Plauen, Greiz und Reichenbach († um 1303) | Heinrich I. der Ältere Vogt von Plauen Herr zu Plauen, Greiz und Reichenbach († um 1303) | Heinrich I. der Ältere Vogt von Plauen Herr zu Plauen, Greiz und Reichenbach († um 1303) | Heinrich I. der Ältere Vogt von Plauen Herr zu Plauen, Greiz und Reichenbach († um 1303) | Heinrich I. der Ältere Vogt von Plauen Herr zu Plauen, Greiz und Reichenbach († um 1303) |                                                                |                                                                | Heinrich I. der Jüngere Vogt von Gera Herr zu Gera, Tanna und Mühltroff († 1269/1274) | Heinrich I. der Jüngere Vogt von Gera Herr zu Gera, Tanna und Mühltroff († 1269/1274) | Heinrich I. der Jüngere Vogt von Gera Herr zu Gera, Tanna und Mühltroff († 1269/1274) | Heinrich I. der Jüngere Vogt von Gera Herr zu Gera, Tanna und Mühltroff († 1269/1274) | Heinrich I. der Jüngere Vogt von Gera Herr zu Gera, Tanna und Mühltroff († 1269/1274) | Heinrich I. der Jüngere Vogt von Gera Herr zu Gera, Tanna und Mühltroff († 1269/1274) |  |  |  |  |  |  |  |  |  |  |  |  |  |  |  |  |  |  |
|                                                                         |                                                                         |                                                                         |                                                                         |                                                                         |                                                                         |  |  | |                                                                                          |                                                                                          |                                                                                          |                                                                                          |                                                                                          |                                                                |                                                                |                                                                                       |                                                                                       |                                                                                       |                                                                                       |                                                                                       |                                                                                       |  |  |  |  |  |  |  |  |  |  |  |  |  |  |  |  |  |  |
| Heinrich II. der Böhme Vogt und Herr von Plauen (ältere Linie) († 1302) | Heinrich II. der Böhme Vogt und Herr von Plauen (ältere Linie) († 1302) | Heinrich II. der Böhme Vogt und Herr von Plauen (ältere Linie) († 1302) | Heinrich II. der Böhme Vogt und Herr von Plauen (ältere Linie) († 1302) | Heinrich II. der Böhme Vogt und Herr von Plauen (ältere Linie) († 1302) | Heinrich II. der Böhme Vogt und Herr von Plauen (ältere Linie) († 1302) |  |  | Heinrich I. der Reuße Vogt und Herr von Plauen (jüngere Linie) († 1295)                             | Heinrich I. der Reuße Vogt und Herr von Plauen (jüngere Linie) († 1295)                  | Heinrich I. der Reuße Vogt und Herr von Plauen (jüngere Linie) († 1295)                  | Heinrich I. der Reuße Vogt und Herr von Plauen (jüngere Linie) († 1295)                  | Heinrich I. der Reuße Vogt und Herr von Plauen (jüngere Linie) († 1295)                  | Heinrich I. der Reuße Vogt und Herr von Plauen (jüngere Linie) († 1295)                  |                                                                |                                                                | Vögte und Herren von Gera Herren zu Gera, Schleiz und Lobenstein († 1550)             | Vögte und Herren von Gera Herren zu Gera, Schleiz und Lobenstein († 1550)             | Vögte und Herren von Gera Herren zu Gera, Schleiz und Lobenstein († 1550)             | Vögte und Herren von Gera Herren zu Gera, Schleiz und Lobenstein († 1550)             | Vögte und Herren von Gera Herren zu Gera, Schleiz und Lobenstein († 1550)             | Vögte und Herren von Gera Herren zu Gera, Schleiz und Lobenstein († 1550)             |  |  |  |  |  |  |  |  |  |  |  |  |  |  |  |  |  |  |
| Heinrich II. der Böhme Vogt und Herr von Plauen (ältere Linie) († 1302) | Heinrich II. der Böhme Vogt und Herr von Plauen (ältere Linie) († 1302) | Heinrich II. der Böhme Vogt und Herr von Plauen (ältere Linie) († 1302) | Heinrich II. der Böhme Vogt und Herr von Plauen (ältere Linie) († 1302) | Heinrich II. der Böhme Vogt und Herr von Plauen (ältere Linie) († 1302) | Heinrich II. der Böhme Vogt und Herr von Plauen (ältere Linie) († 1302) |  |  | Heinrich I. der Reuße Vogt und Herr von Plauen (jüngere Linie) († 1295)                             | Heinrich I. der Reuße Vogt und Herr von Plauen (jüngere Linie) († 1295)                  | Heinrich I. der Reuße Vogt und Herr von Plauen (jüngere Linie) († 1295)                  | Heinrich I. der Reuße Vogt und Herr von Plauen (jüngere Linie) († 1295)                  | Heinrich I. der Reuße Vogt und Herr von Plauen (jüngere Linie) († 1295)                  | Heinrich I. der Reuße Vogt und Herr von Plauen (jüngere Linie) († 1295)                  |                                                                |                                                                | Vögte und Herren von Gera Herren zu Gera, Schleiz und Lobenstein († 1550)             | Vögte und Herren von Gera Herren zu Gera, Schleiz und Lobenstein († 1550)             | Vögte und Herren von Gera Herren zu Gera, Schleiz und Lobenstein († 1550)             | Vögte und Herren von Gera Herren zu Gera, Schleiz und Lobenstein († 1550)             | Vögte und Herren von Gera Herren zu Gera, Schleiz und Lobenstein († 1550)             | Vögte und Herren von Gera Herren zu Gera, Schleiz und Lobenstein († 1550)             |  |  |  |  |  |  |  |  |  |  |  |  |  |  |  |  |  |  |
|                                                                         |                                                                         |                                                                         |                                                                         |                                                                         |                                                                         |  |  | |                                                                                          |                                                                                          |                                                                                          |                                                                                          |                                                                                          |                                                                |                                                                |                                                                                       |                                                                                       |                                                                                       |                                                                                       |                                                                                       |                                                                                       |  |  |  |  |  |  |  |  |  |  |  |  |  |  |  |  |  |  |
| Vögte und Herren von Plauen Herren zu Plauen und Mühltroff              | Vögte und Herren von Plauen Herren zu Plauen und Mühltroff              | Vögte und Herren von Plauen Herren zu Plauen und Mühltroff              | Vögte und Herren von Plauen Herren zu Plauen und Mühltroff              | Vögte und Herren von Plauen Herren zu Plauen und Mühltroff              | Vögte und Herren von Plauen Herren zu Plauen und Mühltroff              |  |  | |                                                                                          |                                                                                          |                                                                                          | Herren Reuß von Plauen Herren zu Greiz und Gera (Teilung 1564)                           | Herren Reuß von Plauen Herren zu Greiz und Gera (Teilung 1564)                           | Herren Reuß von Plauen Herren zu Greiz und Gera (Teilung 1564) | Herren Reuß von Plauen Herren zu Greiz und Gera (Teilung 1564) | Herren Reuß von Plauen Herren zu Greiz und Gera (Teilung 1564)                        | Herren Reuß von Plauen Herren zu Greiz und Gera (Teilung 1564)                        |                                                                                       |                                                                                       |                                                                                       |                                                                                       |  |  |  |  |  |  |  |  |  |  |  |  |  |  |  |  |  |  |
| Vögte und Herren von Plauen Herren zu Plauen und Mühltroff              | Vögte und Herren von Plauen Herren zu Plauen und Mühltroff              | Vögte und Herren von Plauen Herren zu Plauen und Mühltroff              | Vögte und Herren von Plauen Herren zu Plauen und Mühltroff              | Vögte und Herren von Plauen Herren zu Plauen und Mühltroff              | Vögte und Herren von Plauen Herren zu Plauen und Mühltroff              |  |  | |                                                                                          |                                                                                          |                                                                                          | Herren Reuß von Plauen Herren zu Greiz und Gera (Teilung 1564)                           | Herren Reuß von Plauen Herren zu Greiz und Gera (Teilung 1564)                           | Herren Reuß von Plauen Herren zu Greiz und Gera (Teilung 1564) | Herren Reuß von Plauen Herren zu Greiz und Gera (Teilung 1564) | Herren Reuß von Plauen Herren zu Greiz und Gera (Teilung 1564)                        | Herren Reuß von Plauen Herren zu Greiz und Gera (Teilung 1564)                        |                                                                                       |                                                                                       |                                                                                       |                                                                                       |  |  |  |  |  |  |  |  |  |  |  |  |  |  |  |  |  |  |
|                                                                         |                                                                         |                                                                         |                                                                         |                                                                         |                                                                         |  |  | |                                                                                          |                                                                                          |                                                                                          |                                                                                          |                                                                                          |                                                                |                                                                |                                                                                       |                                                                                       |                                                                                       |                                                                                       |                                                                                       |                                                                                       |  |  |  |  |  |  |  |  |  |  |  |  |  |  |  |  |  |  |
| Vögte und Herren von Plauen Herren zu Mühltroff († um 1380)             | Vögte und Herren von Plauen Herren zu Mühltroff († um 1380)             | Vögte und Herren von Plauen Herren zu Mühltroff († um 1380)             | Vögte und Herren von Plauen Herren zu Mühltroff († um 1380)             | Vögte und Herren von Plauen Herren zu Mühltroff († um 1380)             | Vögte und Herren von Plauen Herren zu Mühltroff († um 1380)             |  |  | Burggrafen von Meißen Herren zu Plauen († 1572)                                                     | Burggrafen von Meißen Herren zu Plauen († 1572)                                          | Burggrafen von Meißen Herren zu Plauen († 1572)                                          | Burggrafen von Meißen Herren zu Plauen († 1572)                                          | Burggrafen von Meißen Herren zu Plauen († 1572)                                          | Burggrafen von Meißen Herren zu Plauen († 1572)                                          |                                                                |                                                                | Reuß ältere Linie († 1927)                                                            | Reuß ältere Linie († 1927)                                                            | Reuß ältere Linie († 1927)                                                            | Reuß ältere Linie († 1927)                                                            | Reuß ältere Linie († 1927)                                                            | Reuß ältere Linie († 1927)                                                            |  |  |  |  |  |  |  |  |  |  |  |  |  |  |  |  |  |  |
| Vögte und Herren von Plauen Herren zu Mühltroff († um 1380)             | Vögte und Herren von Plauen Herren zu Mühltroff († um 1380)             | Vögte und Herren von Plauen Herren zu Mühltroff († um 1380)             | Vögte und Herren von Plauen Herren zu Mühltroff († um 1380)             | Vögte und Herren von Plauen Herren zu Mühltroff († um 1380)             | Vögte und Herren von Plauen Herren zu Mühltroff († um 1380)             |  |  | Burggrafen von Meißen Herren zu Plauen († 1572)                                                     | Burggrafen von Meißen Herren zu Plauen († 1572)                                          | Burggrafen von Meißen Herren zu Plauen († 1572)                                          | Burggrafen von Meißen Herren zu Plauen († 1572)                                          | Burggrafen von Meißen Herren zu Plauen († 1572)                                          | Burggrafen von Meißen Herren zu Plauen († 1572)                                          |                                                                |                                                                | Reuß ältere Linie († 1927)                                                            | Reuß ältere Linie († 1927)                                                            | Reuß ältere Linie († 1927)                                                            | Reuß ältere Linie († 1927)                                                            | Reuß ältere Linie († 1927)                                                            | Reuß ältere Linie († 1927)                                                            |  |  |  |  |  |  |  |  |  |  |  |  |  |  |  |  |  |  |
|                                                                         |                                                                         |                                                                         |                                                                         |                                                                         |                                                                         |  |  | |                                                                                          |                                                                                          |                                                                                          |                                                                                          |                                                                                          |                                                                |                                                                | Reuß mittlere Linie († 1616)                                                          |                                                                                       |                                                                                       |                                                                                       |                                                                                       |                                                                                       |  |  |  |  |  |  |  |  |  |  |  |  |  |  |  |  |  |  |
|                                                                         |                                                                         |                                                                         |                                                                         |                                                                         |                                                                         |  |  | |                                                                                          |                                                                                          |                                                                                          |                                                                                          |                                                                                          |                                                                |                                                                |                                                                                       |                                                                                       |                                                                                       |                                                                                       |                                                                                       |                                                                                       |  |  |  |  |  |  |  |  |  |  |  |  |  |  |  |  |  |  |
|                                                                         |                                                                         |                                                                         |                                                                         |                                                                         |                                                                         |  |  | |                                                                                          |                                                                                          |                                                                                          |                                                                                          |                                                                                          |                                                                |                                                                | Reuß jüngere Linie (seit 1930 Reuß)                                                   |                                                                                       |                                                                                       |                                                                                       |                                                                                       |                                                                                       |  |  |  |  |  |  |  |  |  |  |  |  |  |  |  |  |  |  |
|                                                                         |                                                                         |                                                                         |                                                                         |                                                                         |                                                                         |  |  | |                                                                                          |                                                                                          |                                                                                          |                                                                                          |                                                                                          |                                                                |                                                                |                                                                                       |                                                                                       |                                                                                       |                                                                                       |                                                                                       |                                                                                       |  |  |  |  |  |  |  |  |  |  |  |  |  |  |  |  |  |  |

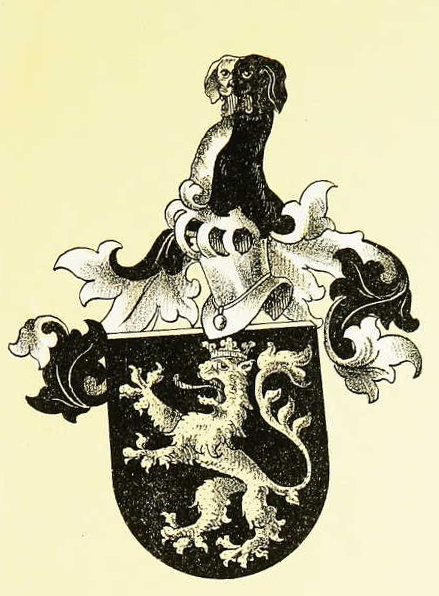
Wappen der Vögte von Weida

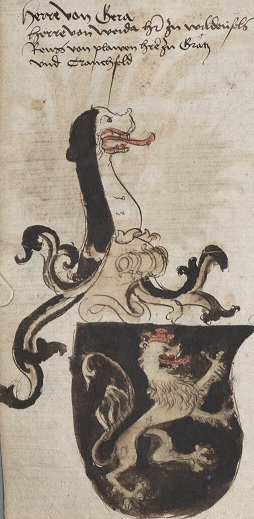
Wappen der Herren von Gera, Herren von Weida und Wildenfels, Reuss von Plauen, Herr zu Greiz und Kranichfeld im Wernigeroder Wappenbuch, 4. Viertel 15. Jh.

1 ROT: Linie erloschen / GRÜN: blühende Linie